# Brian Redman

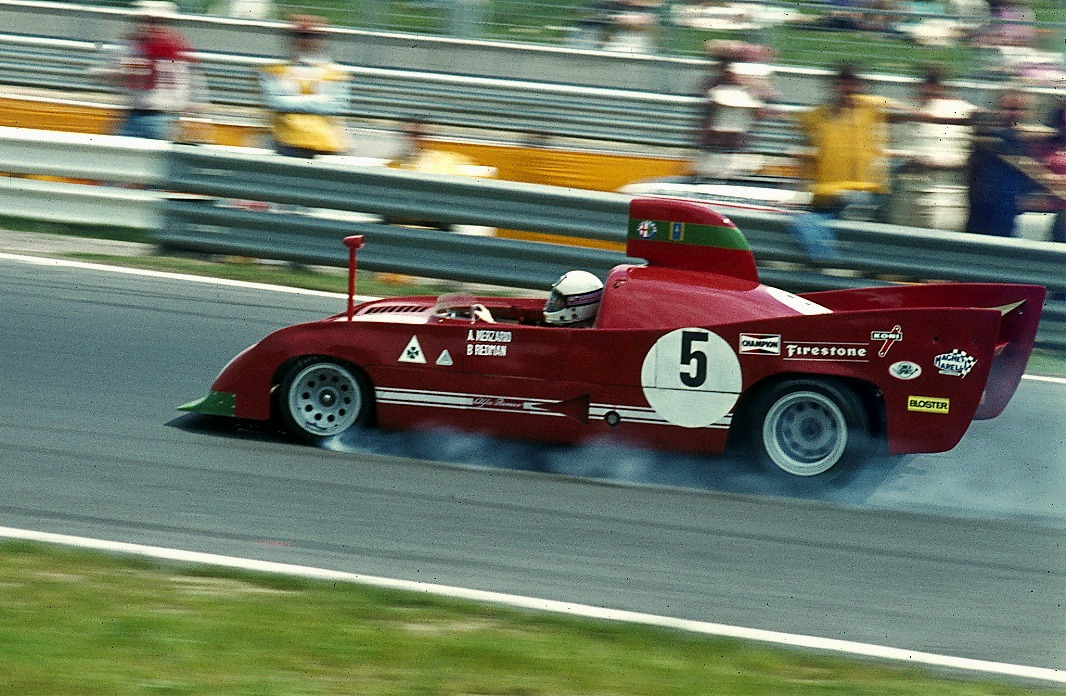
Brian Redman conduint un Alfa Romeo 33 TT 12 al circuit de Nürburgring l'any 1974.

 Brian Redman  va ser un pilot de curses automobilístiques britànic que va arribar a disputar curses de Fórmula 1.
Va néixer el 9 de març del 1937 a Colne, Lancashire, Anglaterra.

## A la F1
Brian Redman va debutar a la primera cursa de la temporada 1968 (la dinovena temporada de la història) del campionat del món de la Fórmula 1, disputant l'1 de gener del 1968 el GP de Sud-àfrica al circuit de Kyalami.
Va participar en quinze curses puntuables pel campionat de la F1,, disputades en sis temporades no consecutives (1968 i 1970-1974), aconseguint una tercera posició com a millor classificació en una cursa i assolí un total de vuit punts pel campionat del món de pilots.

## Resultats a la Fórmula 1
| Any  | Equip                      | Xassís    | Motor    | 1       | 2     | 3   | 4       | 5      | 6       | 7       | 8       | 9   | 10  | 11  | 12      | 13  | 14  | 15      | Posició | Punts |
| ---- | -------------------------- | --------- | -------- | ------- | ----- | --- | ------- | ------ | ------- | ------- | ------- | --- | --- | --- | ------- | --- | --- | ------- | ------- | ----- |
| 1968 | Cooper Car Company         | Cooper    | Maserati | SUD Ret |       |     |         |        |         |         |         |     |     |     |         |     |     |         | 19è     | 4     |
| 1968 | Cooper Car Company         | Cooper    | BRM      |         | ESP 3 | MON | HOL Ret | BEL    | FRA     | GBR     | ALE     | ITA | CAN | USA | MEX     |     |     |         | 19è     | 4     |
| 1970 | Rob Walker Racing Team     | Lotus     | Cosworth | SUD NVS | ESP   | MON | BEL     | HOL    | FRA     |         |         |     |     |     |         |     |     |         | -       | 0     |
| 1970 | Frank Williams Racing Cars | de Tomaso | Cosworth |         |       |     |         |        |         | GBR NVS | ALE NVQ | AUT | ITA | CAN | USA     | MEX |     |         | -       | 0     |
| 1971 | Team Surtees               | Surtees   | Cosworth | SUD 7   | ESP   | MON | HOL     | FRA    | GBR     | ALE     | AUT     | ITA | CAN | USA |         |     |     |         | -       | 0     |
| 1972 | Yardley Team McLaren       | McLaren   | Cosworth | ARG     | SUD   | ESP | MON 5   | BEL    | FRA 9   | GBR     | ALE 5   | AUT | ITA | CAN |         |     |     |         | 14è     | 4     |
| 1972 | Marlboro BRM               | BRM       | BRM      |         |       |     |         |        |         |         |         |     |     |     | USA Ret |     |     |         | 14è     | 4     |
| 1973 | Shadow Racing Team         | Shadow    | Cosworth | ARG     | BRA   | SUD | ESP     | BEL    | MON     | SUE     | FRA     | GBR | HOL | ALE | AUT     | ITA | CAN | USA DSQ | -       | 0     |
| 1974 | UOP Shadow Racing Team     | Shadow    | Cosworth | ARG     | BRA   | SUD | ESP 7   | BEL 18 | MON Ret | SUE     | HOL     | FRA | GBR | GER | AUT     | ITA | CAN | USA     | -       | 0     |

### Resum
| Curses: | Victòries: | Pòdiums: | Poles: | Voltes ràpides: | Punts: |
| ------- | ---------- | -------- | ------ | --------------- | ------ |
| 15      | 0          | 1        | 0      | 0               | 8      |